# Protoporfiria eritropoiética
Protoporfíria eritropoiética (EPP) é uma forma de porfiria relativamente branda que surge a partir da deficiência da enzima ferroquelatase, levando a altos níveis anormais de protoporfirina nos tecidos do corpo. A severidade deste distúrbio varia significantemente entre cada pessoa. Protoporfiria eritropoiética (PPE) é uma desordem metabólica hereditária rara caracterizada por deficiência da enzima ferroquelatase (FEQ). Devido aos baixos níveis anormais desta enzima, quantidades excessivas de protoporfirina acumulam no plasma, células sanguínea e fígado. O principal sintoma desta desordem é hipersensibilidade da pele à exposição solar e alguns tipos de luz artificial, como luz fluorescente (fotosensibilidade). Após exposição à luz, a pele pode tornar-se pruriginosa e vermelha. Indivíduos afetados podem também experimentar sensação de queimação na pele. Mãos, braços e face são as áreas mais comumente afetadas. Algumas pessoas com protoporfíria eritropoiética podem também ter complicações relacionadas à função hepática e da vesícula biliar. Protoporfíria eritropoiética é herdada como traço genético autossômico dominante. Protoporfiria eritropoiética é um grupo de desordens conhecidas como porfirias. As porfírias são todas caracterizadas por níveis anormalmente altos de porfirinas no corpo devido a deficiências de certas enzimas. Há pelo menos sete tipos de porfíria. Os sintomas associados com vários tipos de porfíria diferem, dependendo de qual enzima específica é a deficiência. É importante notar que pessoas com um tipo de porfíria não desenvolve qualquer um dos outros tipos.

## Tratamento
Em outubro de 2014, a Agência Europeia do Medicamento (EMA) aprovou a comercialização do medicamento Scenesse (afamelanotide) para prevenção da fototoxicidade em adultos com EPP. Em outubro de 2019, a U.S. Food and Drug Administration (FDA) aprovou a comercialização desse mesmo medicamento nos Estados Unidos.

## Prevalência
No Brasil estão registados 18 doentes com EPP. Em Portugal estima-se que existam entre 50 a 150 casos.